# Biopsija
Biopsija (grčki: bios = život, opsein = gledati/izgled) predstavlja medicinsku tehniku koje uključuje uzimanje stanica ili tkiva radi ispitivanja.
Tkivo se ili ispituje pod mikroskopom, ili može biti kemijski ispitivano (na primjer, korištenjem PCR metode). Kada se uzima samo dio tkiva, takva procedura se naziva incizijska biopsija ili biopsija srži. Kada se cijela izraslina ili sumnjiva površina uklanja, ta procedura se naziva ekscizijska biopsija. Uzimanje dijela tkiva ili neke tjelesne tekućine iglom predstavlja proceduru koja se naziva aspiracijska biopsija ili punkcija.
Uzorak za biopsiju se često uzima s mjesta promjene na tkivu kada je uzrok bolesti nepoznat ili kada je postoji neka sumnja na histološku promjenu. Vaskulitis, na primjer, se najčešće dijagnosticira biopsijom. Pored toga, patološko ispitivanje koristi biopsiju kako bi utvrdio je li tkivna promjena benigna ili maligna, i također se može pomoću nje odrediti razlika između različitih tipova tumora. Za razliku od biopsije, kojom se najčešće uzima samo dio promjene, patologija vrši ispitivanja na velikim uzorcima (koji se uzimaju resekcijom), slično kao što kirurzi uklanjaju promijenjeno tkivo.
Kada se uzme uzorak tkiva, mora se staviti u fiksir (na primjer, alkohol) koji će održati tkivo da ne bi došlo do raspadanja istog pod utjecajem bakterija i fizičkog ili kemijskog oštećenja tkiva. Ako dođe do oštećenja uzorka može se rezultat mikroskopiranja takvog tkiva pogrešno protumačiti ili se mora uzimati ponovni uzorak. Kada takav uzorak stigne na histološku obradu primjenjuju se histološke metode pripremanja uzorka za promatranje pod mikroskopom.
Dobrom analizom uzetog uzorka može se ustanoviti je li se patološki proces proširio ili postoji mogućnost da se i dalje širi. Termini čist uzorak ili negativan uzorak znači da patološke promjene nisu nađene van ruba uzetog uzorka. Pozitivan uzorak, s druge strane, znači da je bolest nađena i da je potrebno liječenje. Biopsiju najčešće provodi specijalist patolog.